# Égéides
Les Égéides  (en grec ancien Αἰγηίς) sont une des tribus attiques créées par les réformes de Clisthène.

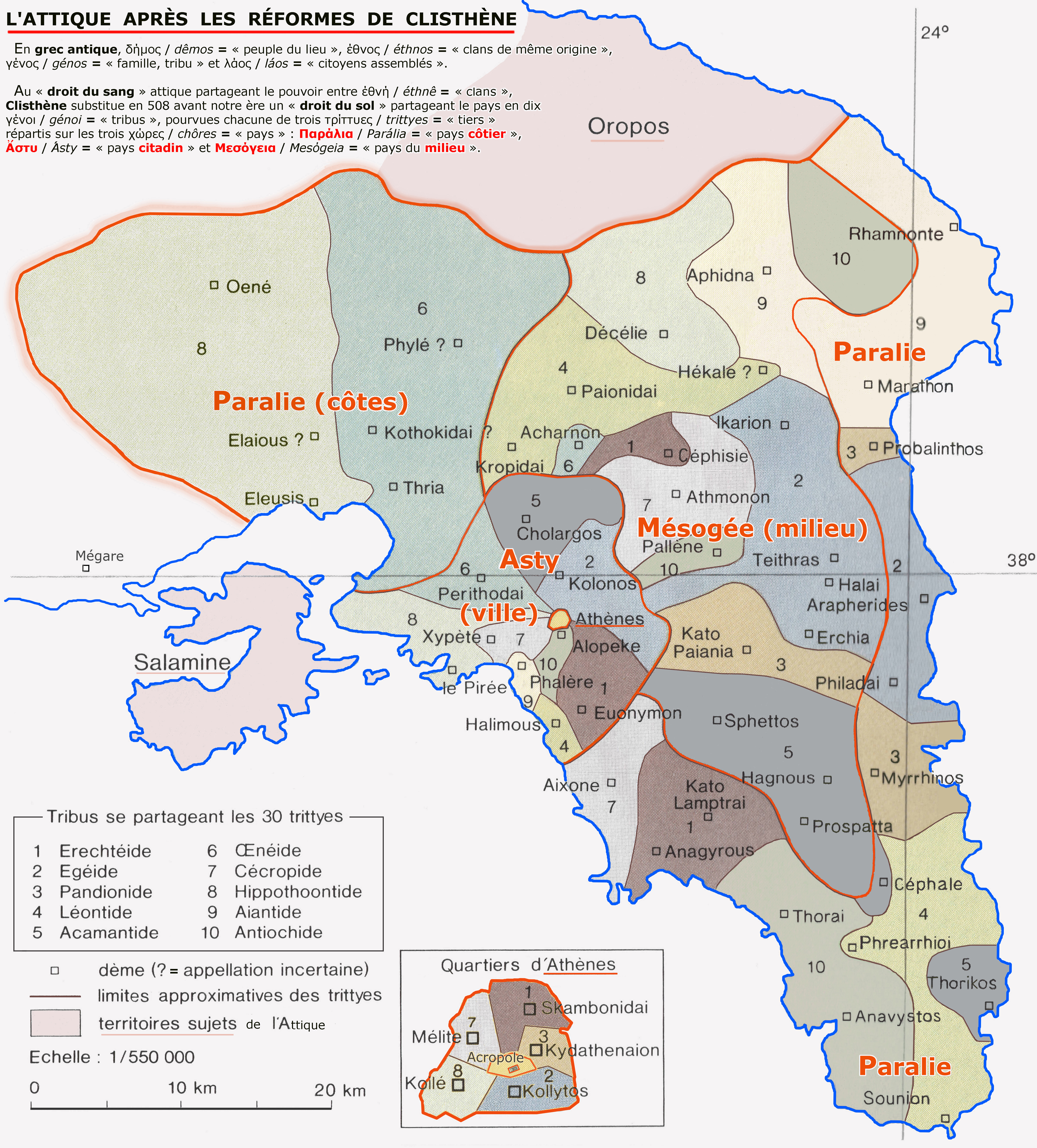
Organisation de l'Attique avec les dix "tribus", les trois "pays", les trente "trittyes" et les dèmes : les Égéides ont les "trittyes" gris-bleu numérotées 2.

Leur nom provient du légendaire roi d'Athènes Égée.